# Rafael El Xalapa Ortega
Rafael Ortega Méndez (* 1956 en Xalapa, Veracruz), también conocido por su apodo El Xalapa, es un exfutbolista mexicano que jugó como centrocampista.
Ortega comenzó su carrera como jugador profesional en Tuberos de Veracruz, equipo con el que ganó el campeonato de Tercera División en la temporada 1975/76 y pasó las siguientes dos temporadas en la segunda división. Luego firmó por los rivales de la ciudad, Tiburones Rojos de Veracruz, donde estuvo desde 1978 hasta 1982 y nuevamente en su última temporada en 1989/90 bajo contrato. En los años intermedios de 1982 a 1989 jugó en Rayados de Monterrey, ganando el Torneo México 86, Campeonato mexicano de Fútbol
Con la vuelta de los Tiburones Rojos de Veracruz al torneo mexicano de liga, los nuevos directivos quisieron tener en la plantilla a un referente como "El Xalapa" para que acompañara en la media cancha a Omar Palma y Horacio Rocha. No obstante lo cual su participación fue escasa y a la edad de 33 años, terminó su carrera activa debido a una grave lesión en la rodilla, regresó a Monterrey, donde trabajó desde entonces como empresario. Actualmente está trabajando en un proyecto juvenil para la Universidad Veracruzana.